# Teo Torriatte (Let Us Cling Together)
"Teo Torriatte (Let Us Cling Together)" (手 を とりあっ て, Te o Toriatte) é um single da banda britânica de rock Queen, lançado em março de 1977 no Japão. A canção é parte do álbum A Day at the Races.
A canção é notável por ter dois refrões cantados inteiramente em japonês, e foi lançada como single exclusivamente no Japão, chegando a quadragésima nona posição nas paradas deste país. O lado B do single foi "Good Old-Fashioned Lover Boy". No álbum, a música contém uma reprise do início de "Tie Your Mother Down", na intenção de criar um ciclo no disco, semelhantemente a alguns álbuns do Pink Floyd.

## Ficha técnica
Banda
- Brian May - vocais de apoio, guitarra, piano e composição
- John Deacon - baixo
- Freddie Mercury - vocais
- Roger Taylor - bateria, pandeiro e vocais de apoio